# باسلی پارک
باسلی پارک (به انگلیسی: Bossley Park) یک حومه شهر در استرالیا است که در نیو ساوت ولز واقع شده‌است.